# Sathytes excavatus
Sathytes excavatus is een keversoort uit de familie van de kortschildkevers (Staphylinidae). De wetenschappelijke naam van de soort werd voor het eerst geldig gepubliceerd in 1979 door Löbl.